# 국제앰네스티

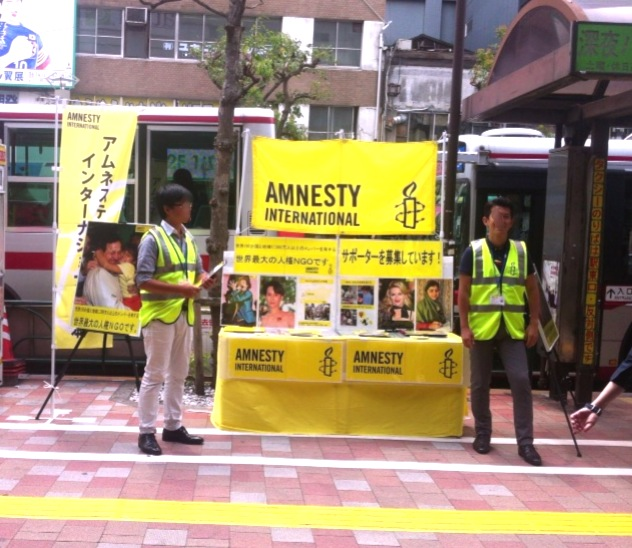
국제사면위원회 일본지부, 2014년 5월 23일

국제앰네스티(Amnesty International)는 국제 비정부 기구로 "중대한 인권 학대를 종식 및 예방하며 권리를 침해받는 사람들의 편에 서서 정의를 요구하고자 행동하고 연구를 수행하는 것"을 그 목적으로 삼고 있다. 영국사람인 페터 베넨슨(1921년-2005년)변호사, 에릭 베이커, 루이스 쿠트너가 설립하였다. 앰네스티의 로고는 철조망에 둘러싸인 촛불 모양이다. 이것은 1961년 6월에 지역그룹 회원인 다이아나 레드하우스(Diana Redhouse)에 의해 도안 되었으며, 이 상징적 의미는 억압 속에서도 꺼지지 않는 인류연대의 희망을 나타낸다. 사무총장을 역임한 마틴 에널스의 이름으로 1993년에 마틴 에널스상이라는 인권상을 제정하여 시상하고 있다.

## 활동 분야
- 사형 폐지 운동
- 난민
- 국제사법정의 실천 운동
- 소년병 동원 반대 운동
- 여성폭력 추방 운동
- 무기 거래 통제 운동
- 양심수 등에 대한 인권 옹호 운동

## 국가별 활동
앰네스티는 대개 개방적이고 더 민주화가 진행된 나라에 대해 보고서를 많이 발표하고 있으며 이에 대해서는 본래의 목적이 변질된 것이 아니냐는 지적도 있다. 단순히 세계 도처의 인권 탄압에 관해 통계자료를 제시하는 것이 아니라 더 나은 미래를 위해 대중의 의견을 반영할 수 있도록 압력을 행사하는 것이 본래의 목적이라는 것이다. 서양국가이든 그렇지 않든 민주사회의 시위가 어떤 사안에 끼칠 수 있는 영향력이 그만큼 크다는 것이다 실제로 전(前) 총장은 지적한 바 있다. "수많은 국가의 수많은 시민들은 지금껏 미국을 모델로 삼았다" 또한 영향력이 큰 나라들이 다른 나라에 영향력을 끼친다는 지부 활동가의 말에서도 알 수 있다.
보고에 따르면 국제앰네스티의 활동은 몇가지 요소에 영향을 받는 것으로 보인다. 예를 들면 경제 수준이 높은 국가일수록 보고서가 많으며 특별히 미군이 주둔하고 있는 나라의 경우 두드러진다. 이는 대중들의 관심을 높일 수 있는 요소를 갖고 있으며 인권 탄압에 대한 가능성도 높다는 기대치 하에서 가능한 것으로 추정된다. 더군다나 1993~4년에는 의식적으로 언론 관계를 개선하면서 뉴스를 통해 언론 보도가 이뤄졌다. 이는 앰네스티가 갖고 있는 의식적인 문제를 의도적으로 내보냄으로써 인권에 대한 관심을 끌어내려는 의도이다. 이에 따라 활동 또한 언론에서 많은 관심을 보이는 나라일수록 더 두드러지는 모습을 보인다.
나라별 관심도는 인권 감시단체인 휴먼 라이츠 워치(Human Rights Watch)의 활동과도 상당히 유사하다. 1991~2000년 사이 언론 보도에 관해 두 단체는 최다 10개국에서 거의 비슷한 언론보도횟수를 보였다. HRW의 경우 뉴스위크와 이코노미스트 지에 1990년 보도횟수가 거의 유사했다.

## 대한민국에서의 활동
- 2005년 10월 28일 한국정신대문제대책협의회와 함께 기자회견을 통하여 종군 위안부 보고서 <60년이 넘도록 계속되는 기다림>을 발표하였다.이 보고서에서는 ‘일본이 1995년 설립한 아시아 여성기금은 국제적 배상기준에 부합하지 못하며, 국제적·법적 책임을 교묘하게 피해가기 위한 수단으로 악용되고 있다’고 비판했으며, 앰네스티는 일본 정부측에 “법적 책임을 지고, 가능한 모든 행정수단을 동원하여 배상해야 한다”고 권고했다.
- 2008년 7월 4일 노마 강 무이코 동아시아 조사관이 한국의 촛불집회 조사 목적으로 방문. 한국 정부와 경찰의 과잉진압, 특정 일간지 광고 기업체에 대한 불매운동에 대해 엄단 방침을 밝힌 것등이 국제적으로 통용되는 표현의 자유와 인권을 침해하는지 조사
- 2008년 10월 4일 미국 쇠고기 수입 관련 촛불집회에서 인권침해가 있었다고 잠정 결론 (보고서 발간)
- 2010년 11월 29일 국제앰네스티 한국지부는 한국의 국가인권위원회가 독립성과 권위를 잃어가고 있는 위태로운 상황이라며 깊은 우려를 표한다고 밝힘.[3]
- 2011년 5월 13일 국정원이 국가의 명예를 훼손했다며 박원순 희망제작소 상임이사를 상대로 손해배상 청구 소송을 낸 것, 검찰이 미국산 쇠고기 위험성을 과대포장했다는 이유로 문화방송 피디수첩 제작진을 기소한 것도 표현의 자유를 침해한 사건이라고 설명.

## 앰네스티의 활동원칙
- 보편적: 국적, 종교의 차이를 초월하여 보편적으로 판단하고 활동한다.
- 민주적: 앰네스티는 어느 곳에 한정되지 않으며, 전 세계 회원들의 의사를 따른다.
- 국제운동: 세계 160여개국과 800만명의 회원들이 참여함으로써, 국제적인 활동을 전개한다

## 의혹과 비판
국제앰네스티는 그간 미국, 영국, 프랑스 등 서구 국가의 무인 폭격에 대해서는 문제를 거론한 바 없으며, 인권 운동의 대상이 주류 서구 국가에 대항적인 나라에 맞춰져 있다는 점에서 제국주의 단체라는 비판을 받고 있다.
실제, 냉전 시기 소련을 포함한 제2세계권은 국제앰네스티를 국제 제국주의 단체로 규정하였으며, 국제앰네스티의 활동을 인정하지 않았다.